# Juan Guaidó
Juan Gerardo Guaidó Márquez (ur. 28 lipca 1983 w La Guaira) – wenezuelski polityk, w latach 2019–2023 przewodniczący Zgromadzenia Narodowego.

## Życiorys
Jest synem pilota, miał siedmioro rodzeństwa. W 2007 ukończył studia inżynierskie na prowadzonym przez jezuitów Katolickim Uniwersytecie Andresa Bello (UCAB) w Caracas. Uczestnik programu studiów podyplomowych z zarządzania politycznego i administracji, który UCAB ustanowił we współpracy z George Washington University. Studiował również administrację publiczną w Instytucie Zaawansowanych Studiów Zarządzania (IESA) w Caracas.
W czasie studiów rozpoczął działalność społeczną w związkach studenckich opozycyjnych wobec polityki Hugo Cháveza. W 2009 wstąpił do partii Wola Ludowa (hiszp. Voluntad Popular) tworzonej przez Leopolda Lópeza, a w 2015 roku po raz pierwszy został wybrany do parlamentu. Na przełomie 2018 i 2019 został wybrany przewodniczącym parlamentu.
23 stycznia 2019 podczas kolejnego protestu przeciwko rządom Nicolása Maduro, Guaidó ogłosił się tymczasowym prezydentem Wenezueli, na mocy przepisów pozwalających mu przejąć obowiązki głowy państwa w przypadku stwierdzenia nieważności wyborów. Jeszcze tego samego dnia poparcie dla jego decyzji wyraziły m.in. Stany Zjednoczone, Kanada, Brazylia i Argentyna, łącznie jego mandat prezydencki został uznany przez 50 państw.
31 stycznia 2019 za tymczasowego prezydenta uznał go w głosowaniu Parlament Europejski. Eurodeputowani wezwali do tego samego kroku wysoką przedstawicielkę do spraw zagranicznych i polityki bezpieczeństwa Federicę Mogherini i kraje członkowskie. Rezolucję poparło 439 posłów, przy 104 przeciw i 88 wstrzymujących się. 4 lutego 2019 wraz z upływem terminu ultimatum, dalsze kroki podjęło szereg krajów Unii Europejskiej: ustami premiera Pedro Sáncheza, Hiszpania uznała Juana Guaidó za tymczasowego prezydenta Wenezueli, minuty później uczyniły to Wielka Brytania i Austria, a jeszcze tego samego dnia ogłosiły to Niemcy, Francja, Szwecja, Dania, Portugalia, Litwa, Łotwa, Holandia oraz  Polska.
30 grudnia 2022 roku opozycyjni deputowani Zgromadzenia Narodowego podjęli decyzję o zdymisjonowaniu Guaidó i rozwiązaniu jego rządu tymczasowego. W kwietniu 2023 roku nielegalnie przedostał się do Kolumbii, skąd udał się następnie do Stanów Zjednoczonych.